# Савчук Валентина Миколаївна
Валентина Миколаївна Савчук (нар. 16.1.1975 р. у с. Залаззя Любешівського району Волинської області) — українська спортсменка (спортивна ходьба), учасниця XXVII літніх Олімпійських ігор, Майстер спорту України міжнародного класу.

## Досягнення
Установила 8 рекордів України зі спортивної ходьби на 5, 10, 15 км, чемпіонка України в індивідуальному заліку на дистанції 10 (1996, 1997) та 20 км (2001).